# Nó direito

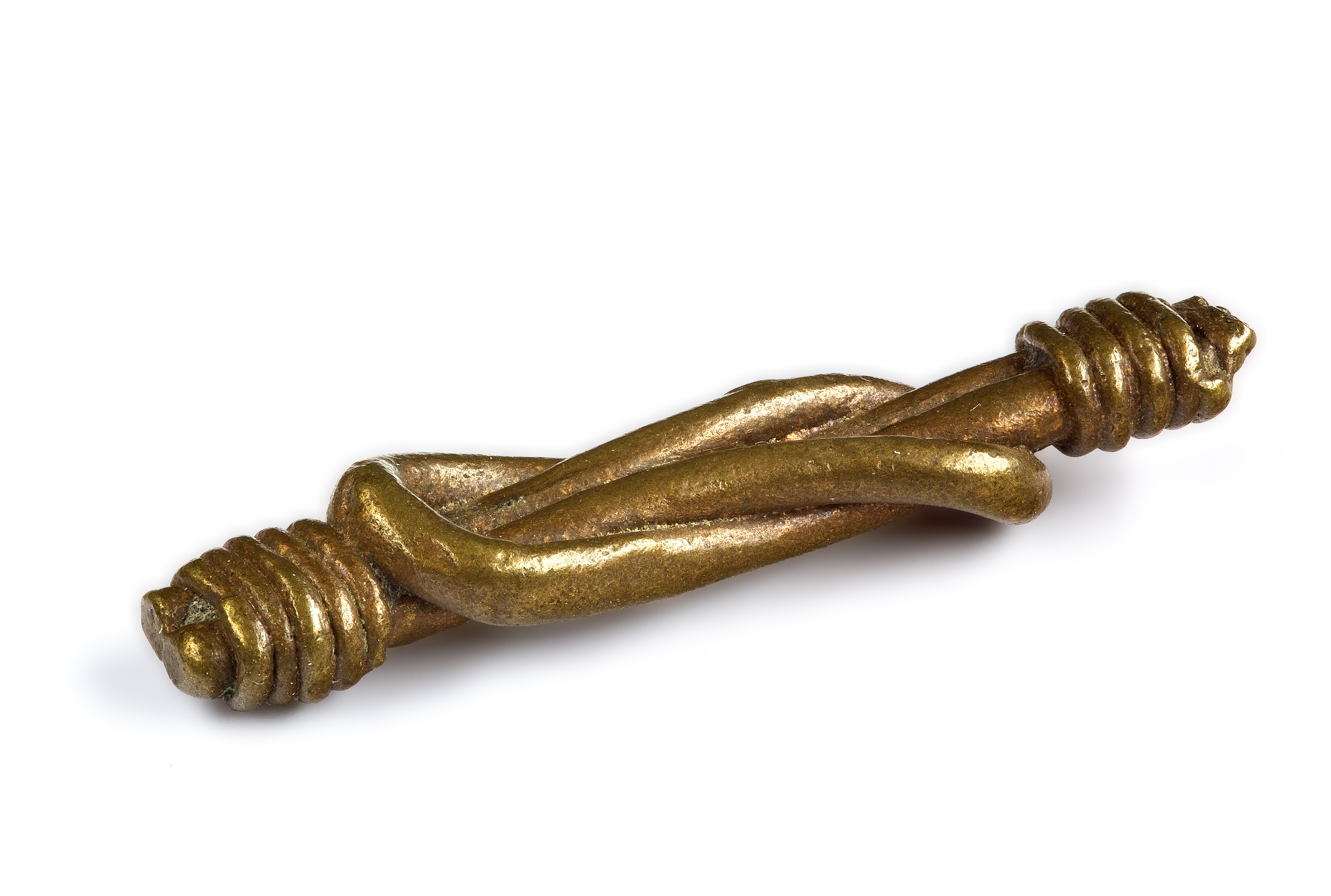
Peso para a pesagem de pó de ouro MHNT

O nó direito é um nó utilizado para unir cabos não escorregadios e de diâmetros iguais. Pode apertar tornando difícil o desate.  No Ashley Book of Knots recebe o número #1402.
No escotismo, o nó direito é o símbolo da força e a união da fraternidade mundial que une os escoteiros de todas as nacionalidades, estando presente no símbolo da Organização Mundial do Movimento Escoteiro.